# ريتشارد دالبي
ريتشارد دالبي (بالإنجليزية: Richard Dalby)‏ هو محرر بريطاني، ولد في 15 أبريل 1949، وتوفي في 21 أبريل 2017 بسبب السكري.